# Mertensiidae
Mertensiidae is een familie van ribkwallen uit de klasse van de Tentaculata.

## Geslachten
- Callianira Péron & Lesueur, 1808
- Charistephane Chun, 1879
- Gastrodes
- Mertensia Lesson, 1830